# Distretto di Larbaâ Nath Irathen
Il distretto di Larbaâ Nath Irathen è un distretto della provincia di Tizi Ouzou, in Algeria.

## Comuni
Il distretto di Larbaâ Nath Irathen comprende 3 comuni:
- Larbaâ Nath Irathen
- Aït Aouggacha
- Irdjen